# Колпаков, Влас Иванович
Влас Иванович Колпаков (июнь 1909, у. Камышта, Минусинский уезд, Енисейская губерния, Российская империя — 13 марта 1982, Москва, Россия) — советский государственный, партийный и общественный деятель. Председатель Хакасского облисполкома (1952—1954, 1959—1961). Первый секретарь Хакасского обкома КПСС (1954—1959). Герой Социалистического Труда (1948).

## Биография
Родился в 1909 в улусе Камышта Минусинского уезда Енисейской губернии Российской империи (ныне село в составе Аскизского района Республики Хакасия), в трудовой хакасской семье крестьянина-середняка. Еще в школе увлёкся комсомольской работой. После окончания стал работать продавцом магазина рабочей кооперации в своём селе. В январе 1928 года его избирают секретарем Камыштинского сельского Совета, а затем — председателем районного кредитного товарищества. После окончания краткосрочных курсов полтора года работает заведующим финансовым отделом Усть-Абаканского райисполкома. В 1930 году вступил в ВКП(б). В том же году стал работать председателем Усть-Абаканского райисполкома. Затем — помощник прокурора, прокурор, судья в разных районах Хакасской автономной области. С 1937 по 1940 год на журналистской работе — заместитель редактора, редактор районной газеты «Знамя Советов» Ширинского района.
С 1940 года на руководящей партийной и государственной работе — секретарь областного комитета ВКП(б) Хакасской автономной области по кадрам, первый секретарь Усть-Абаканского райкома ВКП(б), заместитель председателя Хакасского облисполкома. В 1941—1943 годах — слушатель Высшей партийной школы при ЦК ВКП(б).
С 26 февраля 1952 года по 1954 год — председатель исполнительного комитета областного Совета Хакасской автономной области. 26 января 1954 года избран первым секретарем Хакасского обкома КПСС. В 1958 году Хакасская автономная область отпраздновала 250-летие присоединения Хакасии к России. С июля 1959 года по март 1961 года вновь председатель исполнительного комитета областного Совета Хакасской автономной области. Затем — председатель областного комитета профсоюза работников сельского хозяйства (1962—1969).
Депутат Верховного Совета СССР 4-го созыва (1954—1958). Делегат XIX, XX съездов КПСС (1952, 1956).
В 1948 году первому секретарю Усть-Абаканского райкома партии В. И. Колпакову за получение высокого урожая зерновых районом присвоено звание Героя Социалистического Труда. Награждён тремя орденами Ленина, орденом Трудового Красного Знамени.
Умер 13 марта 1982 года. Похоронен на Кузьминском кладбище Москвы.
Сын Власа Ивановича, Колпаков Леонид Власович (1932—1991) — учёный-химик, кандидат химических наук, изобретатель.